# Myagdi (distrito)
Myagdi é um distrito da zona de Dhawalagiri, no Nepal.